# Branka Dulić
Branka Dulić (Tavankut, 1960.) je hrvatska književnica i prevoditeljica iz Vojvodine. Piše pjesme.
Pored jezika s kojih prevodi, engleskog i francuskog, služi se i mađarskim, talijanskim i ruskim jezikom.
Djetinjstvo je provela na salašu, što je ostavilo traga u njenim pjesmama.
Njene pjesme u zbirci "Lira naiva" su objavila dva subotička nakladnika:  Hrvatska čitaonica i Katolički institut za kulturu, povijest i duhovnost Ivan Antunović.

## Vanjske poveznice
- Lira naiva  Arhivirana inačica izvorne stranice od 7. listopada 2007. (Wayback Machine), Sa stranica HNV-a Republike Srbije